# 利伯蒂鎮區 (新澤西州)
利伯蒂鎮區（英語：Liberty Township）是位於美國新澤西州沃倫縣的一個鎮區。

## 地方資料
利伯蒂鎮區的面積為30.89平方千米，當中陸地面積為30.22平方千米，而水域面積為0.67平方千米。根據2020年美國人口普查的數據，當地共有人口2670人，而人口密度為每平方千米86.44人。